# Adel Dich
Adel Dich ist eine Filmkomödie des Regisseurs Tim Trageser aus dem Jahr 2011. In der Hauptrolle verkörpert Elmar Wepper den pensionierten Reporter Wendel Overmann, der vor einer Lebenskrise steht. 

## Handlung
Der frisch pensionierte Wendel Overmann, ein ehemaliger rasender Reporter eines Münchner Lokalblattes, beginnt am Sinn des Lebens zu zweifeln, als er erfährt, dass er nicht der leibliche Sohn seiner kürzlich verstorbenen Mutter ist, die ihn immer umsorgte. Gewohnt, gründlich zu recherchieren, findet er schon bald darauf heraus, dass gegen Ende des Zweiten Weltkrieges der Nachkomme eines Grafengeschlechtes geboren wurde, mit dem er möglicherweise vertauscht wurde.
Overmann möchte unbedingt herausfinden, wer er wirklich ist. Dabei hilft ihm der Umstand, dass sein bester Freund Louis eine Affäre mit seiner Ex-Frau Lydia begonnen hat, denn dies ist ihm ein weiterer Beweggrund dafür, sein „altes Leben“ hinter sich zu lassen und neue Erkenntnisse zu gewinnen, die ihn vielleicht auch auf neue Pfade bringen werden. Trotz seines Alters hält ihn nichts davon ab, neue Wege zu beschreiten.
Overmann wendet einen Trick an, um in die Räumlichkeiten des Grafengeschlechts Felsen-Hepp zu gelangen: Er gibt vor, einen Bericht über den bayerischen Adel schreiben zu wollen. Kurz darauf lernt er die Gräfin Walli kennen und ein Wetterumschwung nötigt ihn dazu, die Nacht über dort zu bleiben. 
Der Gräfin kommt der unerwartete Gast nicht ungelegen, denn schon seit längerer Zeit hegt sie einen gewissen Zorn gegenüber ihrem Mann, dem Grafen, der sich gerne bei anderen verlustiert. Overmanns Recherchen bleiben der argwöhnischen Haushälterin Rosemarie jedoch nicht verborgen: Sie beobachtet ihn auf Schritt und Tritt. Zwischenzeitlich gewöhnt sich Overmann jedoch immer mehr an seine Rolle, der Herr im Hause zu sein, bis der echte Graf nach Hause kommt und in Overmann einen Rivalen sieht.

## Ersterscheinung
Adel Dich wurde im ORF 2 erstmals am 19. April 2011 ausgestrahlt, in der ARD erfolgte dies einen Tag später, am 20. April 2011.

## Kritiken
Das Lexikon des internationalen Films bescheinigt dem Film, dass er eine solide gespielte Komödie ist.
Quotenmeter.de konstatiert, dass die Darsteller in ihren Rollen regelrecht aufblühen.